# 友野宏
友野 宏（ともの ひろし、1945年7月13日 - ）は、日本の実業家。長野県出身。住友金属工業の最後の社長で、新日鐵住金初代社長兼COO・相談役を経て、社友。元日本経団連副会長。

## 来歴
京都大学工学部を経て、京都大学大学院工学研究科修士課程修了。1971年、住友金属工業に入社。1979年にスイス連邦工科大学工学博士号を取得。2005年、社長に就任。2012年10月、新日本製鐵と住友金属工業の経営統合により発足した新日鐵住金の代表取締役社長兼COOに就任した。しかし、会長兼CEOの宗岡正二とともに、前身企業からのトップ在任期間が長きにわたることから、2014年4月1日付で代表権のある副会長に就任し、翌年には相談役に退いた。2020年6月24日付で社友。
産業技術短期大学の理事長でもある。

## 略歴
- 1971年 - 住友金属工業入社
- 1987年 - 同社和歌山製鉄所製鋼部第1製鋼工場長
- 1993年 - 同社経営管理部長
- 1996年 - 同社鹿島製鉄所副所長
- 1998年 - 同社取締役
- 2001年 - 鹿島製鉄所所長
- 2005年 - 代表取締役副社長
- 2005年 - 同社代表取締役社長
- 2007年 - 鉄鋼学園理事長
- 2012年 - 日本鉄鋼連盟会長
- 2012年 - 新日鐵住金代表取締役社長兼COO
- 2013年 - 日本経済団体連合会副会長[4]
- 2014年 - 同社代表取締役副会長
- 2015年4月1日 - 同社取締役相談役
- 2015年6月 - 同社相談役
- 2015年6月 - 2019年6月 コニカミノルタ株式会社社外取締役[5][6]
- 2019年4月 - 日本製鉄相談役
- 2020年6月 - 日本製鉄社友 関西電力社外取締役[7]